# اندرو اوگیلوی
اندرو اوگیلوی (انگلیسی: Andrew Ogilvy؛ زادهٔ ۱۷ ژوئن ۱۹۸۸) بازیکن بسکتبال اهل استرالیا است.
از باشگاه‌هایی که در آن بازی کرده‌است می‌توان به باشگاه بسکتبال مانرسا، باشگاه بسکتبال دانشگاه آزاد تهران، و باشگاه بسکتبال والنسیا اشاره کرد.